# Sebastian Långström
Sebastian Långström, född 11 april 1998 i Kyrkslätt, är en finländsk sportskytt.

## Karriär
Vid EM 2024 i Osijek tog Långström brons i lagtävlingen i 300 meter gevär 3 ställningar tillsammans med Riku Koskela och Juho Autio. Individuellt slutade han på femte plats i samma gren, endast tre poäng bakom bronsmedaljören Gilles Dufaux.